# جاك شيلدز
جاك شيلدز هو سياسي كندي، ولد في 25 ديسمبر 1929 في غراند براري في كندا، وتوفي في 29 نوفمبر 2004 في إدمونتون في كندا بسبب نوبة قلبية. حزبياً، نشط في الحزب الكندي التقدمي المحافظ. وقد انتخب عضو مجلس العموم الكندي.